# نیروهای مسلح نروژ
نیروهای مسلح نروژ (به نروژی: Forsvaret) متشکل از نیروی زمینی، نیروی هوایی سلطنتی، نیروی دریایی سلطنتی و نیروی حفاظت داخلی است.
نیروهای مسلح نروژ حدوداً ۳۰٬۰۰۰ دارای پرسنل و سرباز است که در به کارگیری کامل به ۱۳۰٬۰۰۰ می‌رسد.
در نروژ خدمت نظامی برای مردان اجباری و برای زنان اختیاری است.